# Forêt nationale de Sawtooth
La forêt nationale de Sawtooth (anglais : Sawtooth National Forest) est une forêt nationale des États-Unis située dans les états de l'Idaho et de l'Utah.